# هجاء (شعر)
الهِجاء هو نوع من الشعر نقيض المديح يُكتب عندما يريد الشاعر أن يعبر عن سخطه واشمئزازه من شخص آخر وهو عكس المديح فالمديح يقوم على عاطفة الإعجاب والتقدير وذكر المناقب أما الهجاء يقوم على ذكر السُخط والاشمئزاز وذكر المثالب. والهدف المشترك المتمثل في هجاء هو أن الأفراد العار، والمجتمع نفسه، في تحسن. عادة ما يعني أن يكون مضحكا، ولكن الغرض منه هو أكبر كثيرا لانتقادات بناءة الاجتماعية، وذلك باستخدام الطرافة كسلاح.وكذلك يستعمل عندما نريد ذكر مساوئ المواقف.

## أنواع الهجاء
الهجاء الفردي : يوجه إلى فرد ينقم عليه الشاعر فيحاول إظهار مثالبه ويدعو إلى احتقاره.
الهجاء الجماعي : يوجه إلى جماعة من الناس قد تكون هذه الجماعة قبيلة أو مجتمعاً أو أمة ويقوم الشاعر بإظهار مثالبهم وسلب فضائلهم وبرز هذا النوع في العصر الجاهلي فكان قبلياً وسطع نجمه مرة أخرى في العصر العباسي لكنه كان قومياً بعد ظهور الشعوبية.
الهجاء الخَلقي : يتناول العيوب الجسدية والعاهات البارزة كقصر القامة أو العرج أو طول الأنف........إلخ ومثال على هذا بعض من هجاء المتنبي لكافور الأخشيدي إذ أنه تعرض للون بشرته في بعض أبياته:
وهجاء ابن الرومي لأحدهم فقد تعرض لشكل وجهه:
الهجاء الخُلقي يتناول العيوب النفسية كالغدر والخيانة والبخل والكذب كقول أحدهم يهجو البخيل:

| يجوع ضيف أبا نوحٍ بكرةً وعشيةْ      |
| أجاع بطني حتى ذقتُ طعمَ المنيةْ     |
| فأتاني برغيفٍ قد أدرك الجاهليةْ    |
| فقمت عليه بفأس كيما أدق منهُ شظيةْ |

الهجاء الفاحش يتناول إعراض الناس بألفاظ بذيئة بعيدة عن الأخلاق وهذا النوع يجعل القارئ يشمئز منه.
الهجاء الكاريكاتوري يضخم المساوئ بأسلوب فكاهي ويسخر من الشخص المهجو وهذا النوع يحمل القارئ على الضحك كقول أبي بكر اليكي يهجو أحدهم:
الهجاء العفيف يتناول العيوب بشكل يثير الإشفاق ولا يخلو من الفكاهة.
الهجاء السياسي يتناول القضايا السياسية في الدولة وهو يمزج ما بين النقد والسخرية في آن واحد.

## الهجاء في العصر الجاهلي
كان الهجاء في العصر الجاهلي فرديا وقبليا وكان الهجاء الفردي يعمل على تجريد المهجو من الفضائل التي كانت سائدة وهي الكرم والشجاعة وذلك بسبب أذية وجهها المهجو إلى الشاعر، أما الهجاء القبلي كان يقوم على ذم قبيلة معينة وإبراز مثالبها ويمدح بنفس الوقت قبيلته ويظهر مناقبها، وكان للهجاء بعض الجوانب السياسية فعندما يقوم الشاعر بهجو قبيلة معينة يدعو بنفس الوقت القبائل الأخرى إلى عدم التحالف معها ومن أشهرهم في هذا العصر النابغة الذبياني وأوس بن حجر وزهير بن أبي سلمى والحطيئة الذي لم يسلم أحد من هجائه حتى أمهُ وأبيه وزوجته بل وحتى نفسه حين قال:

## الهجاء في عصر صدر الإسلام
هذّب الإسلام الشعر بكل أنواعه ومنه الهجاء لكنهُ ظل سائداً خصوصاً للدفاع عن النبي محمد وأشهرهم حسان بن ثابت وكعب بن زهير وعبد الله بن رواحة.

## الهجاء في العصر الأموي
في العهد الأموي ازدهر هذا الفن بسبب كُثرة الجماعات المناوئة لحكم الأمويين من الخوارج أو الأنصار فبدأت كل جماعة بهجاء الأخرى ومن أهم شعراء هذه الفترة الأخطل والفرزدق وجرير وقد عرفت قصائد هؤلاء بالنقائض.

## الهجاء في العصر العباسي
كان الهجاء له طابع آخر تمثل باختفاء النزعة القبلية وظهور النزعة القومية وذلك بسبب ظهور الحركات الشعوبية كما أن الهجاء الفردي ظل سائد خصوصاً عند ابن الرومي والمتنبي.

## الهجاء في العصر الحديث
في العصر الحديث ظهر الهجاء في عدة مجالات إلى جانب الشعر فقد بدأت تظهر أنواع جديدة من الهجاء من خلال إظهاره عن طريق المسرحيات والأفلام وبرامج الهجاء السياسي على التلفزيون والإنترنت.